# Miczuryńsk
Miczuryńsk (ros. Мичуринск) – miasto w południowej Rosji, w obwodzie tambowskim, nad rzeką Leśny Woroneż (dorzecze Donu). Około 90,7 tys. mieszkańców (2020). Do roku 1932 miasto nazywało się Kozłow (Козлов), przemianowane na cześć mieszkającego tu Iwana Miczurina, zmarłego też tutaj 7 czerwca 1935.
Urodził się tu Siergiej Briuchonienko -  radziecki fizjolog.

## Miasta partnerskie
- Munster[5]